# Stasinoides
Stasinoides is een monotypisch geslacht van spinnen uit de  familie van de Sparassidae (jachtkrabspinnen).

## Soort
- Stasinoides aethiopica Berland, 1922